# Marek Migalski

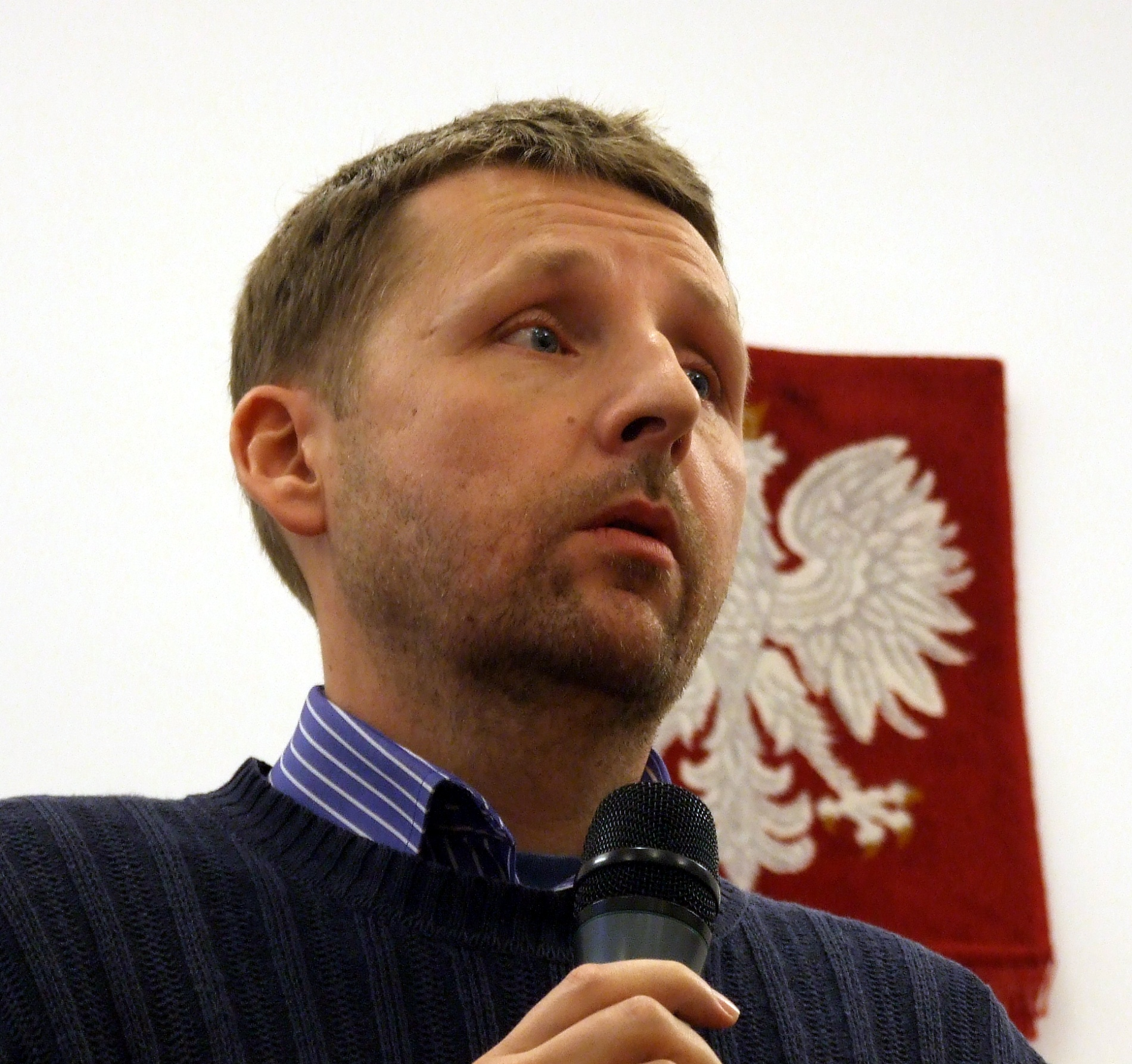
Marek Migalski (2008)

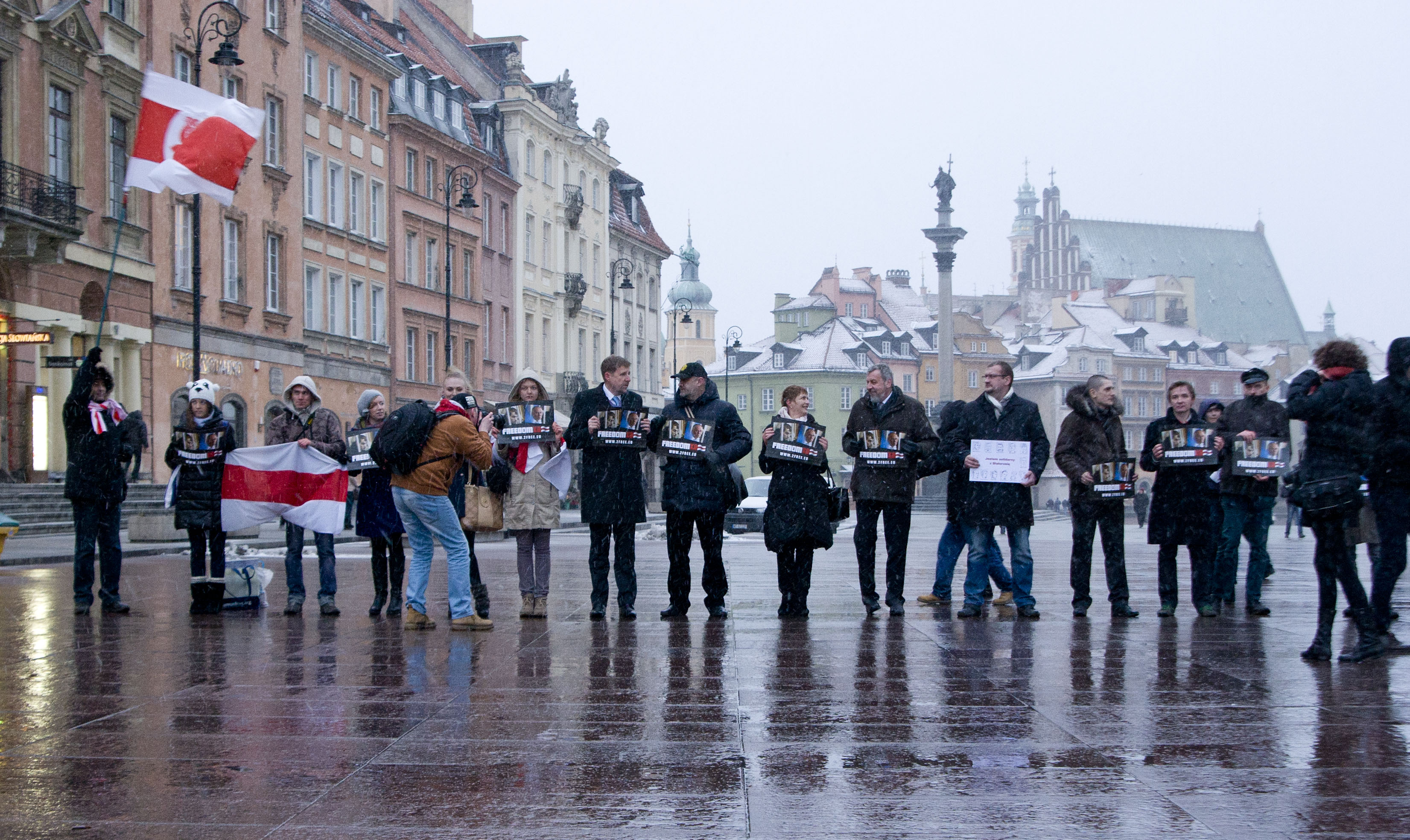
Białoruska demonstracja w Warszawie, wśród uczestników m.in. Marek Migalski i Andrej Sannikau (8 marca 2013)

Marek Henryk Migalski (ur. 14 stycznia 1969 w Raciborzu) – polski politolog, nauczyciel akademicki, publicysta polityczny i polityk, doktor habilitowany nauk społecznych, profesor uczelni na Uniwersytecie Śląskim w Katowicach, poseł do Parlamentu Europejskiego VII kadencji.

## Życiorys
Ukończył Szkołę Podstawową nr 13 im. Stanisława Staszica w Raciborzu, następnie I Liceum Ogólnokształcące im. Jana Kasprowicza w tym samym mieście. W 1999 ukończył studia politologiczne na Uniwersytecie Śląskim w Katowicach. W 2001 na podstawie rozprawy pt. Koncepcja „mostu między Wschodem a Zachodem” Edwarda Benesza – próba zachowania niezależności Czechosłowacji w latach 1945–1948 uzyskał na Wydziale Nauk Społecznych Uniwersytetu Śląskiego stopień naukowy doktora nauk humanistycznych w dziedzinie nauk o polityce. W 2019 otrzymał stopień doktora habilitowanego nauk społecznych na Uniwersytecie Kardynała Stefana Wyszyńskiego w Warszawie.
Przed podjęciem studiów pracował jako nauczyciel języka polskiego. W trakcie studiów odbył – z rekomendacji konsula generalnego Republiki Czeskiej w Polsce – miesięczną praktykę w biurze Euroregionu Silesia, zaś w lutym 1999 objął stanowisko wicedyrektora biura.
Został pracownikiem naukowym w Instytucie Nauk Politycznych i Dziennikarstwa Uniwersytetu Śląskiego w Katowicach, był adiunktem w Zakładzie Systemów Politycznych Polski i Państw Europy Środkowej i Wschodniej. Później powołany na profesora uczelni w Instytucie Nauk Politycznych UŚ. Został także wykładowcą w Instytucie Europeistyki Wyższej Szkoły Humanitas w Sosnowcu. W pracy naukowej i dydaktycznej zajął się zagadnieniami współczesnych systemów politycznych i partyjnych.
Odbył staże naukowe w czeskich uczelniach: na wydziale prawa Uniwersytetu Masaryka w Brnie, na wydziale pedagogiki Uniwersytetu Południowoczeskiego w Czeskich Budziejowicach oraz na wydziale nauk politycznych Uniwersytetu Palackiego w Ołomuńcu. Brał udział w licznych krajowych i międzynarodowych konferencjach politologicznych. Jest autorem, współautorem lub redaktorem kilkunastu książek oraz autorem kilkudziesięciu publikacji naukowych. Publikował artykuły na temat polskiej sceny politycznej w prasie, m.in. w „Dzienniku”, „Gazecie Wyborczej”, „Rzeczpospolitej” i „Wprost”.
W 2009 z listy Prawa i Sprawiedliwości w okręgu katowickim uzyskał mandat eurodeputowanego VII kadencji, otrzymując 112 881 głosów. W PE został członkiem Komisji Kultury i Edukacji oraz Delegacji do komisji współpracy parlamentarnej UE-Rosja, objął również zastępstwo w Delegacji do spraw stosunków z Białorusią i Delegacji do Zgromadzenia Parlamentarnego Euronest. Nie przystąpił do PiS.
We wrześniu 2010 na wniosek europosłów Ryszarda Legutki i Tomasza Poręby został wykluczony z delegacji PiS w Parlamencie Europejskim w związku z listem do prezesa tej partii, Jarosława Kaczyńskiego, w którym skrytykował jego sposób zarządzania ugrupowaniem. W listopadzie tego samego roku zaangażował się w tworzenie nowego ugrupowania Polska Jest Najważniejsza, które w marcu 2011 zostało zarejestrowane jako partia. 10 czerwca tego samego roku został jednym z wiceprezesów tego ugrupowania.
Współtworzył (wraz z resztą PJN) powołaną 7 grudnia 2013 na bazie ruchu społecznego „Godzina dla Polski” nową partię Polska Razem. Tydzień później został wiceprezesem tego ugrupowania. Pełnił tę funkcję do marca 2014, kiedy to zrezygnował z zasiadania w prezydium zarządu partii (pozostając przewodniczącym jej śląskich struktur). W tym samym roku nie uzyskał reelekcji w wyborach europejskich, otwierając śląską listę Polski Razem. W maju 2014 zrezygnował z członkostwa w partii, wycofując się z działalności politycznej.
W 2016 prowadził program Dwie prawdy w TVN24. W 2019 bez powodzenia kandydował do Senatu z ramienia Koalicji Obywatelskiej.

## Wyniki wyborcze
| Wybory | Komitet wyborczy | Komitet wyborczy       | Organ                              | Okręg | Wynik            |
| ------ | ---------------- | ---------------------- | ---------------------------------- | ----- | ---------------- |
| 2009   |                  | Prawo i Sprawiedliwość | Parlament Europejski VII kadencji  | nr 11 | 112 881 (12,11%) |
| 2014   |                  | Polska Razem           | Parlament Europejski VIII kadencji | nr 11 | 14 163 (1,67%)   |
| 2019   |                  | Koalicja Obywatelska   | Senat X kadencji                   | nr 72 | 82 830 (45,95%)  |

## Publikacje

### Publikacje książkowe
- Koncepcja „Mostu między Wschodem a Zachodem” Edwarda Benesza, Sosnowiec: WSZiM w Sosnowcu, 2004.
- Polska i Republika Czeska. Dekada sąsiedztwa (współautor: W. Wojtasik), Sosnowiec: WSZiM w Sosnowcu, 2005.
- Obywatel – Społeczeństwo – Demokracja, Sosnowiec: WSZiM w Sosnowcu, 2006.
- Polski system partyjny, (współautorzy: W. Wojtasik, M. Mazur), Warszawa: Wydawnictwo Naukowe PWN, 2006.
- Czeski i polski system partyjny. Analiza porównawcza, Warszawa: Wydawnictwo Sejmowe, 2008.
- Nieudana rewolucja. Nieudana restauracja. Polska w latach 2005–2010, Warszawa: Czerwone i Czarne, 2010.
- Parlament Antyeuropejski, Warszawa: The Facto, 2014.
- The End of Democracy. Koniec demokracji, Warszawa: The Facto, 2015.
- Naród urojony, Łódź: Fundacja Industrial, 2017.
- Budowanie narodu. Przypadek Polski w latach 2015–2017, Łódź: Liberté!, 2018.
- Mgła emocje paradoksy. Szkice o (polskiej) polityce, Łódź: Liberté!, 2020.
- Homo Policus Sapiens. Biologiczne aspekty politycznej gry (współautor: M. Kaczmarzyk), Katowice: Sonia Draga Post factum, 2020.
- Nieludzki ustrój. Jak nauki biologiczne wyjaśniają kryzys demokracji liberalnej oraz wskazują sposoby jej obrony, Łódź: Liberté!, 2022.
- 100 najsłynniejszych eksperymentów psychologicznych świata i ich znaczenie dla rozumienia polityki (współautor: M. Bożek), Łódź: Liberté!, 2022.
- Czeska lekcja, Katowice: Sonia Draga, 2025.

### Redakcja prac zbiorowych
- Partie i systemy partyjne państw Europy Środkowej i Wschodniej, Sosnowiec: WSZiM w Sosnowcu, 2005.
- Parties and Party Systems in Central and Eastern Europe, Sosnowiec: WSZiM w Sosnowcu, 2005.
- Prawica w Polsce 1989–2005, Katowice: Instytut Regionalny, 2005.
- Populizm, Katowice: Instytut Regionalny, 2005.
- Prezydent w Polsce po 1989 r. Studium Politologiczne (współredaktor R. Glajcar), Warszawa: Wydawnictwo Sejmowe, 2006.
- Platforma Obywatelska, Toruń: Wydawnictwo Adam Marszałek, 2009.
- Prawo i Sprawiedliwość, Toruń: Wydawnictwo Adam Marszałek, 2011.
- Sojusz Lewicy Demokratycznej, Toruń: Wydawnictwo Adam Marszałek, 2012.
- Polskie Stronnictwo Ludowe, Toruń: Wydawnictwo Adam Marszałek, 2013.

### Powieści obyczajowe
- Wielki finał, Warszawa: Od deski do deski, 2018.
- 1989. Barwy zamienne, Katowice: Sonia Draga, 2019.
- Nieśmiertelnicy, Katowice: Sonia Draga, 2021.